# TV Cidade Esperança
TV Esperança é uma emissora de televisão brasileira instalada em Imperatriz, cidade do estado do Maranhão. Opera no canal 14 (32 UHF digital) e é afiliada as Boas Novas. Pertence a Igreja Assembleia de Deus em Imperatriz (IEADI) com a administração da Associação Cidade Esperança (ACE).

## História
Entrou no ar em 2004, como primeira das afiliadas à Boas Novas.
Produz programas locais Congresso de Missões, Congresso Juventude, Congressos, Cultos de Ensino, Década da Colheita e Tarde da Adoração.
Iniciou suas transmissões digitais em 12 de janeiro de 2019.

## Programas
- JCE: Jornal Cidade Esperança
- Conversa Franca

## Sinal digital
| Canal virtual | Canal digital | Resolução de tela | Programação                                               |
| ------------- | ------------- | ----------------- | --------------------------------------------------------- |
| 14.1          | 32 UHF        | 1080i             | Programação principal da TV Cidade Esperança / Boas Novas |
| 14.2          | 32 UHF        | 480i              | Programação principal da Rádio Boas Novas                 |

## Diretoria da ACE
2010: 

Presidente: Pb. Samuel Cavalcante Romeu.

Departamentos:

Sistema de Comunicação : Wellington Araújo.

Sistema de Educação - Francisca Noronha Lô.
2011: 

Diretor Presidente: Pb. Samuel Cavalcante Romeu.

Vice Diretor: Pr. Wilson Alves Moreira Filho.

I Secretário: Pb. Raimundo Panta Leão.

II Secretário: Luaran Pereira Lins.

I Tesoureiro: Ev. Edvaldo Rodrigues dos Santos.

Diretor do Patrimônio: Valmecir.

Diretor Comercial: Renato Santos.

Fonte: http://apazdosenhor.org.br/

## ACE
A associação tem Radio Cidade Esperança, TV Esperança e Jornal impresso Cidade Esperança.